# Annemarie Reinhard
Annemarie Reinhard (geborene Petzoldt; * 29. November 1921 in Dresden; † 10. November 1976 ebenda) war eine deutsche Schriftstellerin.

## Leben
Annemarie Reinhard arbeitete nach dem Besuch der Oberschule als Damenschneiderin. 1948 trat sie der SED bei. Eine Freundschaft verband sie mit dem dänischen Autor Martin Andersen Nexø. 1949 begann sie, eigene schriftstellerische Arbeiten zu veröffentlichen. Zusammen mit ihrem Ehemann, dem Schriftsteller Götz Gode, lebte sie in Dresden.
In ihrer schriftstellerischen Entwicklung wurde sie stark von der Begegnung mit Auguste Wieghardt-Lazar beeinflusst. Annemarie Reinhard verfasste Romane und Erzählungen für Erwachsene und Jugendliche. Ihr Roman Treibgut behandelt das Schicksal von zwei Flüchtlingswaisen nach dem Zweiten Weltkrieg. Sie war damit die erste DDR-Autorin, die das Thema der Vertreibung aufgriff. Tag im Nebel ist die Geschichte einer Flucht aus der französischen Fremdenlegion, und Flucht aus Hohenwaldau thematisiert die staatlich organisierten Euthanasie-Morde im Dritten Reich. Ihre Werke erreichten schnell sehr hohe Auflagen, so wurde Tag im Nebel in über 100.000 Exemplaren verkauft.
Annemarie Reinhard war Mitglied des Schriftstellerverbandes der DDR; ab 1956 fungierte sie als Vorsitzende des Bezirksverbandes Dresden. 1960 wurde sie mit dem Heinrich-Mann-Preis ausgezeichnet, 1964 mit dem Martin-Andersen-Nexö-Kunstpreis der Stadt Dresden.

## Werke
- Treibgut, Dresden 1949
- Wegweiser, Dresden 1952
- In den Sommer hinein, Dresden 1953
- Tag im Nebel, Berlin 1958
- Sieben Körner Reis, Berlin 1960

Brigitte macht die Probe. Illustrationen von Kurt Klamann, Kinderbuchverlag, Berlin 1963.
- Das Klima am Band, Rundfunkreportage, 1967
- Flucht aus Hohenwaldau, Berlin 1970
- Ferien beim Rattenfänger, Berlin 1980
- Genossenschaftsbauern – „Helden der Arbeit“, Wegbereiter des neuen Lebens, 1953 mit Walter Stranka

## Übersetzungen
- Janina Dziarnowska: Das Haus an der Rennbahn, Dresden 1953